# Міст Малий Бельт (1970)
55°31′07″ пн. ш. 9°44′57″ сх. д. / 55.518611111111° пн. ш. 9.7491666666667° сх. д.
Міст Малий Бельт (1970) або Новий міст Малий Бельт (дан. Nye Lillebæltsbro) — підвісний міст, що перетинає Малий Бельт і з'єднує Ютландію і острів Фюн в Данії.
- довжина — 1700 м,
- головний проліт — 600 м,
- висота пілону — 120 м,
- висота у світлі над морем — 44 м.

Новий міст Малий Бельт було побудовано у 1965—1970 роках. Було відкрито королем Фредеріком IX 21 жовтня 1970.
Міст було побудовано за для зменшення заторів на Старому мосту Малий Бельт через збільшення автомобільного трафіку між Ютландією та островом Фюн. Міст є частиною автомагістралі E20 має три смуги руху, а не по одній смузі як на старому мосту. Міст має опалення на дорожньому покритті, так що траса вільна від льоду та снігу взимку.